# Сомбреро

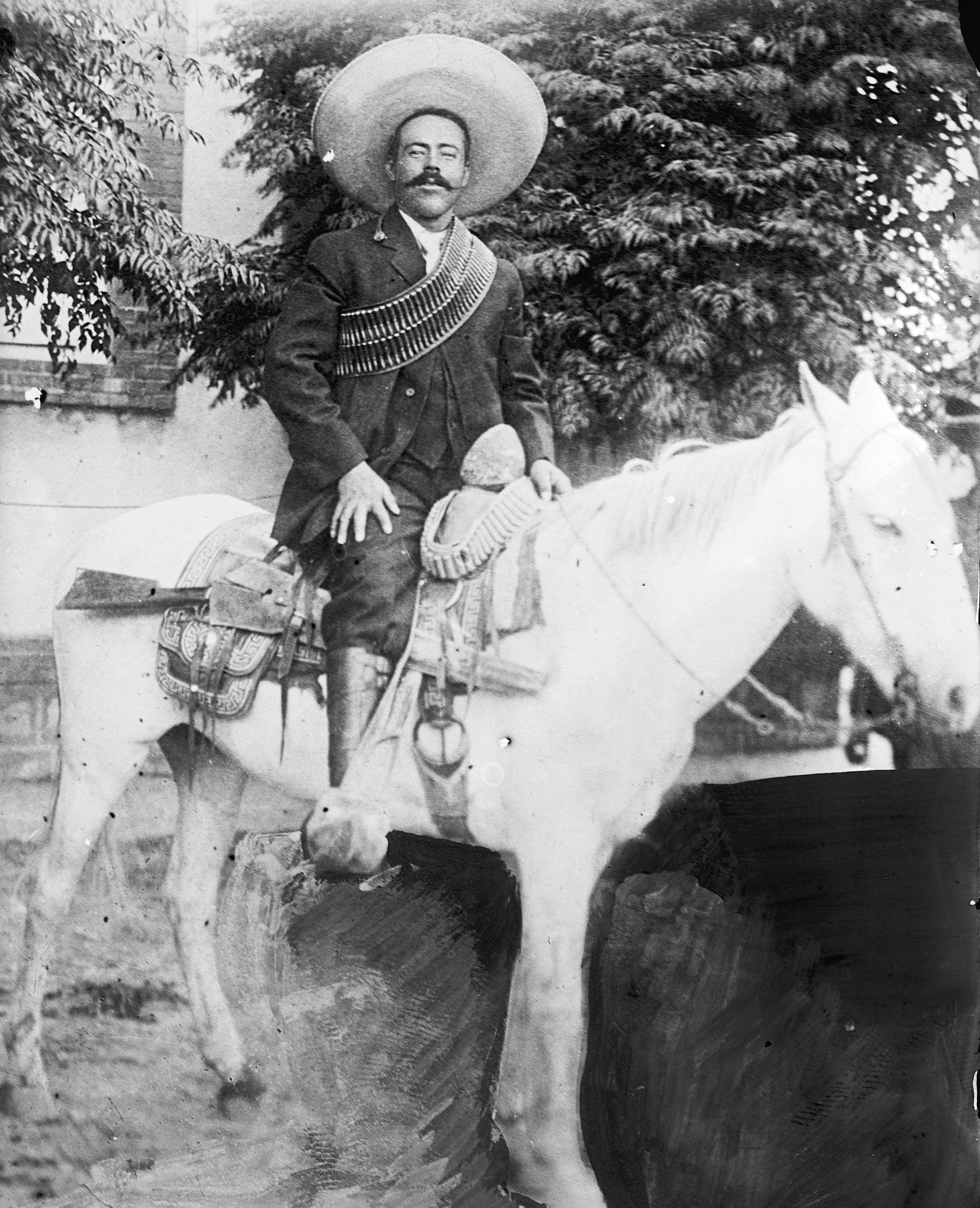
Панчо Вилья в сомбреро

Сомбре́ро (от исп. sombrero — «шляпа», sombra — тень) — широкополая шляпа с высокой конусообразной тульёй и обычно с закруглёнными вверх краями полей. Часть мексиканского национального костюма. Крестьянские сомбреро — соломенные, а более дорогие сомбреро делают из фетра. В современной Мексике в городах сомбреро уже практически не встречаются.

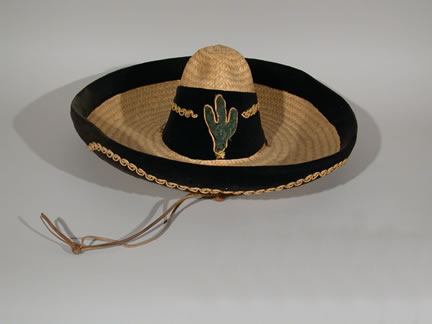
Сомбреро Гарри Трумэна
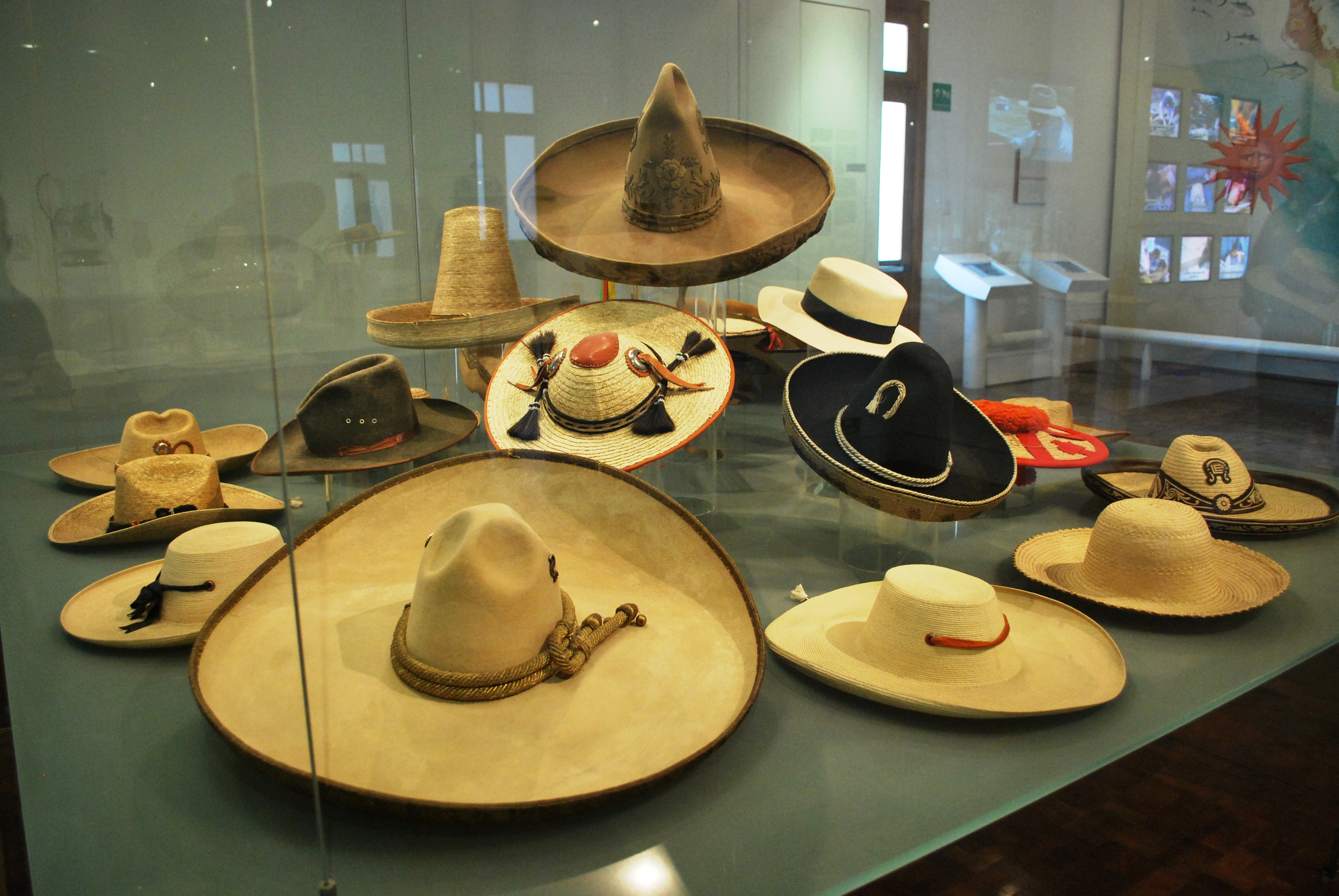
Сомбреро в музее в Мехико
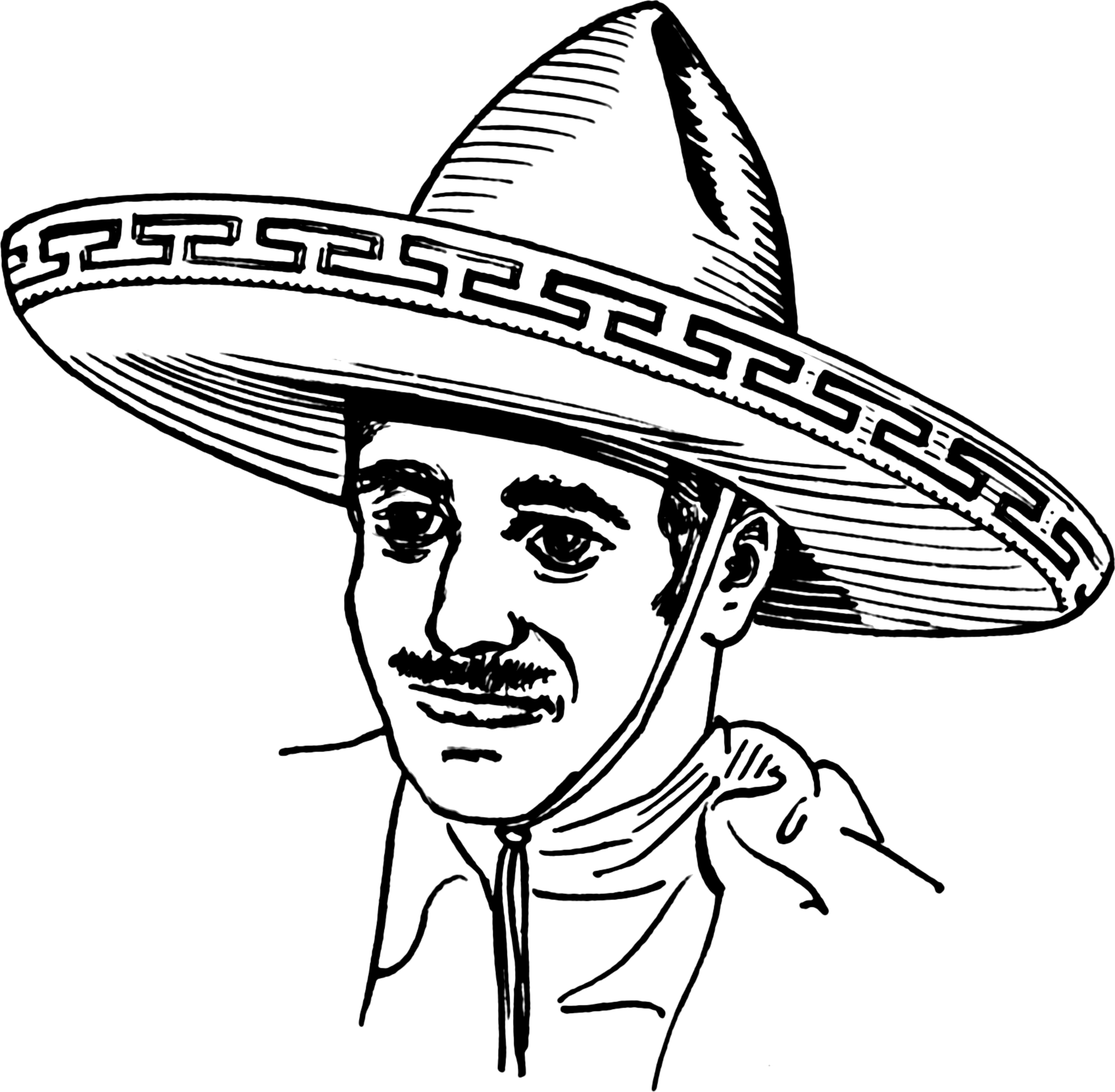
Мексиканец в сомбреро